# Parakosalya insularis
Parakosalya insularis är en insektsart som beskrevs av William Lucas Distant 1917. Parakosalya insularis ingår i släktet Parakosalya och familjen vedstritar. Inga underarter finns listade i Catalogue of Life.